# Montlignon
Montlignon ist eine französische Gemeinde mit 2966 Einwohnern (Stand: 1. Januar 2022) im Département Val-d’Oise in der Region Île-de-France. Sie gehört zum Arrondissement Sarcelles und zum Kanton Montmorency. Die Bewohner nennen sich Montlignonnais bzw. Montlignonnaises.

## Geographie
Die Kleinstadt Montlignon mit 2966 Einwohnern (Stand 1. Januar 2022) liegt 18 Kilometer nördlich von Paris. Nachbargemeinden von Montlignon sind Saint-Prix im Westen, Domont im Norden, Andilly im Osten, Margency im Südosten sowie Eaubonne im Süden.

## Geschichte
Der Ort wird erstmals als Métiger im Jahr 1099 genannt. Mitte des 12. Jahrhunderts wurde die Grundherrschaft von der Abtei Saint-Denis gekauft. Im Jahr 1294 ging bei einem Tausch von Gütern der Ort an die Familie Montmorency über.

## Bevölkerungsentwicklung
| Jahr      | 1962 | 1968 | 1975 | 1982 | 1990 | 1999 | 2006 | 2019 |
| --------- | ---- | ---- | ---- | ---- | ---- | ---- | ---- | ---- |
| Einwohner | 1487 | 1759 | 2041 | 2205 | 2505 | 2427 | 2505 | 2937 |

## Sehenswürdigkeiten
- Pfarrkirche Saint-André, erbaut im 12. bis 14. Jahrhundert
- Orangerie des zerstörten Schlosses